# Akikiki de Kauai
L'akikiki de Kauai (Oreomystis bairdi) és un ocell hawaià de la família dels fringíl·lids (Fringillidae). És l'única espècie del gènere Oreomystis Stejneger, 1903, si bé Manucerthia mana ha estat també inclòs dins d'ell.

## Descripció
- És un petit ocell que mesura uns 13 cm de llarg, amb un pes de 12-17 g. Sense dimorfisme sexual. Potes i bec color rosa. Bec cònic i petit, lleugerament corbat.
- Adults amb plomatge gris per sobre i blanc per sota. Cua curta.
- Joves amb grans anells oculars blancs, cella pàl·lida que es pot presentar també als adults.

## Hàbitat i distribució
Selva humida de les muntanyes de Kauai, a les illes Hawaii.